# Amantes amentes
L'espressione latina Amantes amentes, contenuta nella trattazione di Lucrezio De rerum natura, significa letteralmente "pazzi amanti". 
Nel pensiero lucreziano si intendeva l'amore come una forma di pazzia (ossia amentia), che pervadeva l'uomo e lo spingeva alla hybris greca. Oggi la frase è usata per indicare la fase di spensieratezza e di "follia" che l'innamoramento comporta.